# Mieczysław Lubelski
Pour les articles homonymes, voir Lubelski.
Mieczysław Lubelski, né le 30 décembre 1886 et mort le 29 avril 1965, est un sculpteur polonais.

## Biographie

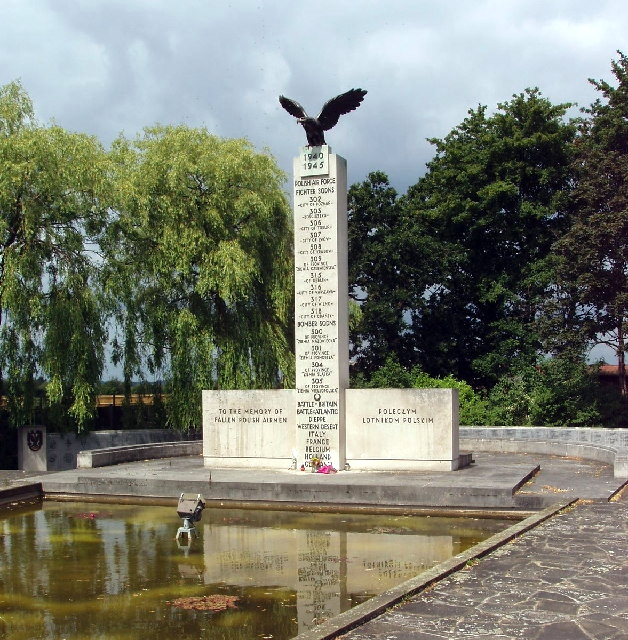
Polish War Memorial, Northolt en hommage aux pilotes polonais pendant la Deuxième Guerre mondiale

Fils de Henri et Françoise née Solcberg et frère d'Alfred, il nait à Varsovie dans une famille de descendance juive. Son arrière-grand-père était Filip Lubelski, un médecin dans la Grande Armée.
Élève de Xawery Dunikowski, il fait partie du groupe artistique Świt actif à Poznań entre 1921 et 1927. Il exécute en 1926 la statue de Tadeusz Kościuszko à Łódź (Pomnik Tadeusza Kościuszki w Łodzi). Son mémorial Polish War Memorial aux pilotes polonais dans la bataille d'Angleterre est érigé en 1948 à Londres en bordure de la Station RAF de Northolt.
Il est le grand-père de l'actrice britannique-polonaise, Christine Paul-Podlasky. Lubelski est mort en Angleterre le 29 avril 1965, puis est enterré au cimetière de Brookwood.